# Cornel Mărculescu
Cornel Mărculescu (Bucarest, 17 luglio 1941) è un ex pallanuotista e arbitro di pallanuoto rumeno.
Come pallanuotista, ha fatto parte del Romania che ha partecipato al torneo di pallanuoto ai Giochi di Tokyo 1964, ed ha vinto 1 bronzo alle Universiadi del 1965.
Come arbitro di pallanuoto, ha partecipato ai Giochi di Monaco di Baviera 1972 e di Montréal 1976.